# Astra 300
A Astra 300 foi uma pistola semiautomática espanhola fabricada pela Astra Unceta de 1922 a 1967.

## Descrição
A Astra 300 é uma pistola semiautomática espanhola que pode ser carregada com 6 ou 7 cartuchos em um carregador, dependendo do tamanho do calibre (7,65 mm ou 9 mm). O comprimento total é de 160 mm, dos quais o cano ocupa 98 mm. A Astra 300 foi originalmente concebida como uma versão menor da Astra 400.

## História
A Astra 300 foi desenvolvida em 1922 pela empresa Astra Unceta e foi produzida pela primeira vez na Espanha em 1922/1923.
Esta arma foi originalmente utilizada pela administração penitenciária espanhola na década de 1920, em 1928 a pistola foi então utilizada pela primeira vez pela Armada Espanhola. Na década de 1930, a Astra 300 era principalmente uma pistola militar. Em 1937-1938, a URSS comprou um pequeno número de pistolas Astra 300 da República Espanhola. Ricamente aparadas, eram usadas como prêmios. Em particular, o Comissariado do Povo de Defesa da União Soviética Kliment Voroshilov entregou a M300 do modelo de luxo aos pilotos soviéticos como Vasily Stalin, Timur Frunze e Sergey Mikoyan. Armas maiores, com dimensões "representativas" significativas, como as pistolas Astra de 7,63 mm dos modelos 901-903, foram entregues aos líderes militares ou ao mais alto comando do NKVD. Durante a Guerra Civil Espanhola, foi fornecida à Legião Condor alemã pela facção Nacionalista, e mais tarde foi fornecida à Wehrmacht alemã durante a Segunda Guerra Mundial.  Entre outubro de 1941 e julho de 1944, um total de cerca de 85.000 exemplares da Astra 300 foram entregues da Espanha neutra para Berlim, na Alemanha Nazista.
Em 1946, a Astra 300 foi em grande parte substituída pela sua sucessora, a Astra 3000.

## Operadores
- República da China: Importada junto com outras pistolas Astra. Usada pelo comandante Luo Binghui do Novo Quarto Exército.[5]
- Alemanha Nazista
- Noruega: Antigas pistolas alemãs usadas pela polícia norueguesa após a Segunda Guerra Mundial.[4]
- União Soviética
- Segunda República Espanhola
- Espanha Franquista